# Johann Gaiswinkler

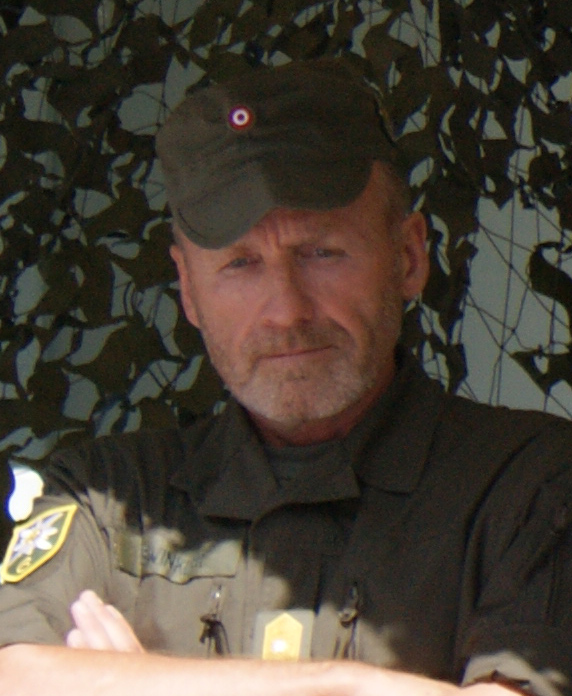
Johann Gaiswinkler als Kommandant der 6. Gebirgsjägerbrigade (2020)

Johann Gaiswinkler (* 14. Dezember 1961 in Bad Aussee) ist ein Offizier des Österreichischen Bundesheeres im Range eines Brigadiers und ehemaliger Kommandant der 6. Gebirgsjägerbrigade.

## Militärische Laufbahn

### Ausbildung und erste Verwendungen
Der Sohn eines Försters und einer Astrologin besuchte die Volksschule in Muhr im Lungau und das Gymnasium in Tamsweg. Nach seinem Grundwehrdienst als Einjährig-Freiwilliger beim Landwehrstammregiment 81 und der Jägerschule Saalfelden als Jäger und Fliegerabwehrsoldat absolvierte er von 1981 bis 1984 die Theresianische Militärakademie, wurde anschließend als Leutnant der Sperrtruppe ausgemustert und wurde Zugskommandant beim Landwehrstammregiment 71 sowie Lehroffizier für Panzerabwehr und Jäger an der Sperrtruppenschule.
Ab 1988  wird er Lehroffizier an der Theresianischen Militärakademie, 1989 Ausbildungsoffizier und Kompaniekommandant beim Jägerbataillon 26 und ab 1994 Lehroffizier Qualifizierte Alpinausbildung an der Jägerschule, Abteilungsleiter der Lehrabteilung 3 sowie Hauptlehroffizier für Gebirgs- und Winterkampf.

### Dienst als Stabsoffizier
Bis 2009 arbeitete er beim Generalstab im Verteidigungsministerium. Am 4. Oktober 2009 übernahm Gaiswinkler als Oberstleutnant die Führung des österreichisch-schweizerischen Einsatzbataillons (21. österreichisches Kontingent der KFOR).
Den Brigadekommandantenkurs 2010 absolvierte er als Lehrgangserster. Im selben Jahr wurde er zum stellvertretenden Brigadekommandanten der 6. Jägerbrigade ernannt. 

### Dienst im Generalsrang
2018 übernahm er das Kommando der 6. Jägerbrigade.
Im Februar 2021 wurde er nach der Veröffentlichung eines Videos suspendiert, weil er darin ein T-Shirt mit einem Gedicht trug, welches laut dpa fälschlicherweise dem deutschen Dichter Theodor Körner zugeschrieben wird, aber eigentlich aus einem Neonazi-Gedicht stammt. Gaiswinkler gab an, dass er mit dem Spruch zwar provozieren wollte, sich aber des neonazistischen Hintergrunds nicht bewusst gewesen sei. Gaiswinkler hatte in dem Video massive Kritik an der Corona-Politik der Bundesregierung geäußert und hatte das Gedicht ebenfalls Körner zugeschrieben. Im Nachhinein bezeichnete er dies als Versehen und Fehler.
Nach einem Disziplinarverfahren wurde er nach Osttirol versetzt, wo er nun für strategische Planung zuständig ist.
Am 17. November 2021 wurde bekannt, dass er gemeinsam mit einem Agenten des Heeresnachrichtenamts, Hermann H. Mitterer, in einem offenen Brief massiv Stimmung gegen Impfungen machten und sie die Maßnahmen zur Eindämmung der Pandemie mit einer "Vergewaltigung" verglichen.

### Auslandseinsätze
- im Rahmen der EUFOR in Bosnien-Herzegowina als Assistant Chief of Staff G2 bei der Multi-National Task Force (MNTF) North[2]
- als Projektoffizier Gebirgskampf in Montenegro[2]
- 2009 im Rahmen der KFOR im Kosovo[3]

## Privates
Gaiswinkler ist verheiratet und hat fünf erwachsene Kinder. Er lebt mit seiner Familie in Lienz.